# توم جاكسون
توم جاكسون (بالإنجليزية: Tom Jackson)‏ (و. 1951  م) هو لاعب كرة قدم أمريكية، ومعلق رياضي، من الولايات المتحدة، ولد في كليفلاند، أوهايو، يلعب كظهير ‏.

## التعليم
تعلم في John Adams College and Career Academy ‏.